# Academia Noruega de Ciencias y Letras

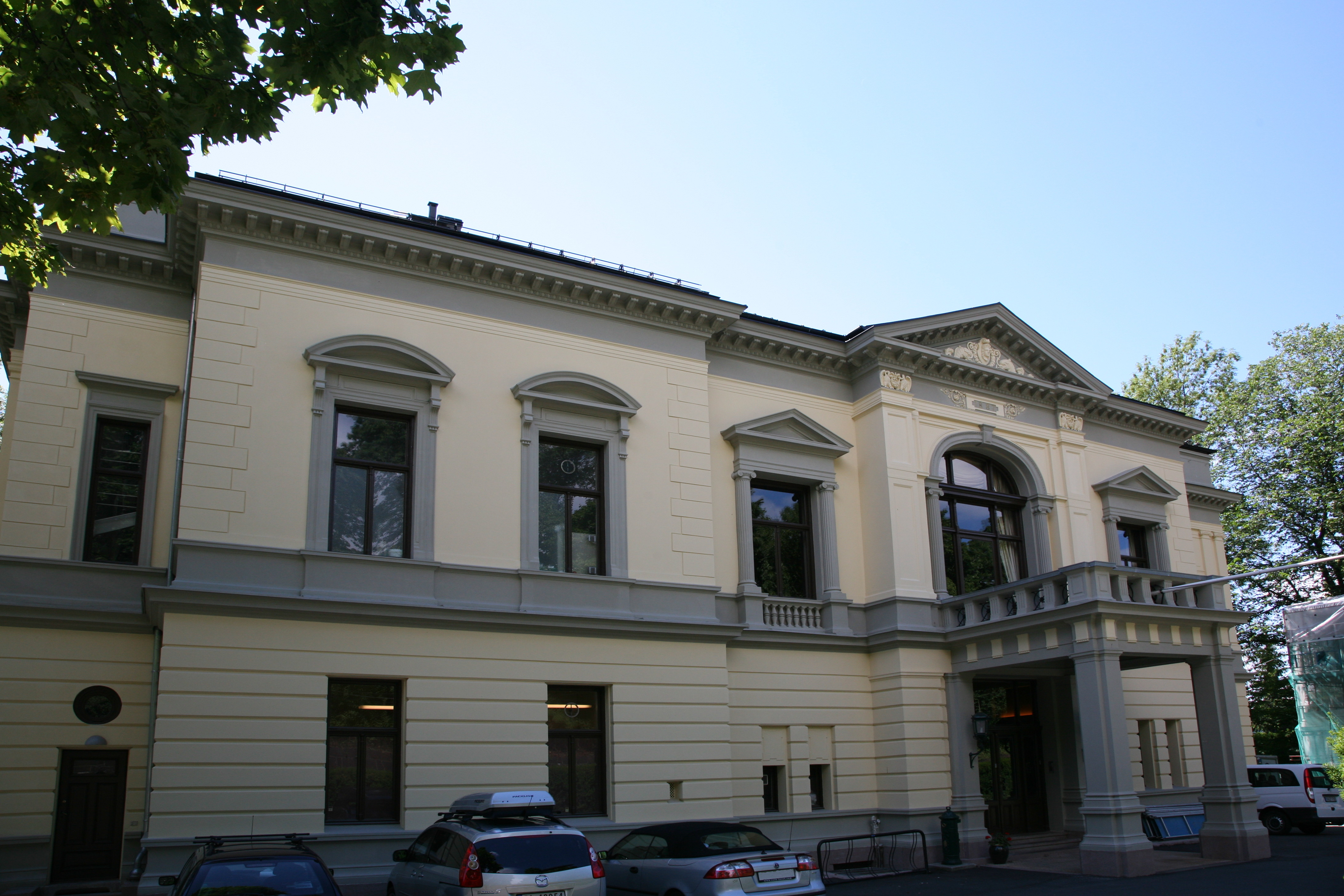
Edificio de la Academia Noruega de Ciencias y Letras, Drammensveien

La Academia Noruega de Ciencias y Letras (en noruego: Det Norske Videnskaps-Akademi, DNVA) es una sociedad científica instalada en Oslo, Noruega.

## Historia
En 1811, se fundó la Universidad Real Frederick en Oslo. La idea de una sociedad científica en Christiania apareció por primera vez en 1841. La ciudad de Throndhjem no tenía universidad, pero sí una sociedad científica, la Real Sociedad Noruega de Ciencias y Letras, establecida en 1760. El propósito de una sociedad científica en Christiania fue apoyar los estudios científicos y ayudar a la publicación de trabajos académicos. La idea de Humboldt-inspirando una universidad, donde la investigación independiente se mantuvo fuerte, se había hecho cargo de la visión instrumental de la universidad como un medio para producir funcionarios públicos. La ciudad ya tenía sociedades para determinadas profesiones, por ejemplo, la Sociedad Noruega de Medicina, fundada en 1833. Sin embargo, esas sociedades estaban abiertas tanto para académicos dentro de la medicina así como médicos fuera de la academia. La sociedad científica estaría abierta solamente a académicos, de todas las ramas académicas.

## Organización
Los miembros de la Academia se dividen en dos divisiones: la división de Matemáticas y Ciencias Naturales, y la división de Humanidades y Ciencias Sociales. El Consejo de Administración está integrado por nueve miembros. Tres representan el presidium, con un presidente, vicepresidente y secretario general, mientras que los otros seis representan las dos divisiones. El presidente es Hans Petter Graver, vicepresidente Anders Elverhøi, Gunn Elisabeth Birkeland, y los seis miembros representando las divisiones son: Lise Øverås, Dag O. Hessen, Terje Lohndal y Hilde Sandvik.. El secretario general Øystein Hov Reidun Sirevåg lidera, con el director Øyvind Sørensen, la administración. Además, Harald V de Noruega es presidente honorario.
La academia es responsable de otorgar el premio Abel en matemática, y el Kavli en astrofísica, nanociencia y neurociencia. Representa a Noruega en:
- Consejo Internacional para la Ciencia (ICSU)
- Union Académique Internationale (UAI)
- European Science Foundation (ESF)
- All European Academies (ALLEA).[6]

La academia tiene 476 miembros noruegos, y 409 extranjeros, totalizando 882 miembros al 1 de noviembre de 2010.